# Cryphia paulina
Cryphia paulina is een vlinder uit de familie uilen (Noctuidae). De wetenschappelijke naam van deze soort is voor het eerst geldig gepubliceerd in 1891 door Staudinger.
De soort komt voor in tropisch Afrika.